# 西柏林统一社会党
西柏林统一社会党（德語：Sozialistische Einheitspartei Westberlins，缩写为SEW）是德国历史上的一个共产主义政党。该党成立于1962年11月24日，前身是德国统一社会党西柏林地方组织。在1969年以前，它的名字是德国统一社会党—西柏林。它的意识形态是共产主义、马克思列宁主义。它的下属青年组织是卡尔·李卜克内西社会主义青年联盟。1990年兩德統一后，该党更名为社会主义倡议；1991年6月，该党解散。希望继续参与政治的成员大部分加入民主社会主义党（2007年，与劳动和社会公正—选举替代合并为左翼黨）。

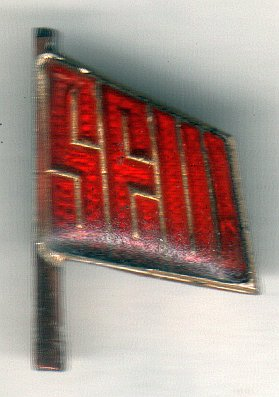
西柏林统一社会党徽章